# Maison Georges-De Gannes
Pour les articles homonymes, voir Gannes (homonymie).
La maison Georges-De Gannes est une maison située sur la rue des Ursulines à Trois-Rivières. Elle a été classée immeuble patrimonial en 1961 et est situé dans le site patrimonial de Trois-Rivières.

## Histoire
Georges de Gannes est né le 10 mai 1705 à Dolus-le-Sec, Officier des Troupes de la Marine, arrive en Nouvelle-France en 1732. Il participe à quelques expéditions en Louisiane sous les ordres de Charles le Moyne de Longueuil et Pierre Céloron de Blainville. Il est promu aide-major du gouvernement des Trois-Rivières en 1750. Il achète un terrain près du monastère des Ursulines en 1754 et il fait construire sa maison vers 1756. Il espère y finir ses jours, mais la victoire de la Grande-Bretagne en 1760 le force à quitter la colonie en 1761. Sa famille le suivra en 1764. Il décède le 1er janvier 1767 au Grand-Pressigny.
La maison passe ensuite entre plusieurs mains, dont un fondeur des forges du Saint-Maurice, un chanoine, le juge Joseph-Rémi Vallières, et un journaliste.

## Annexes

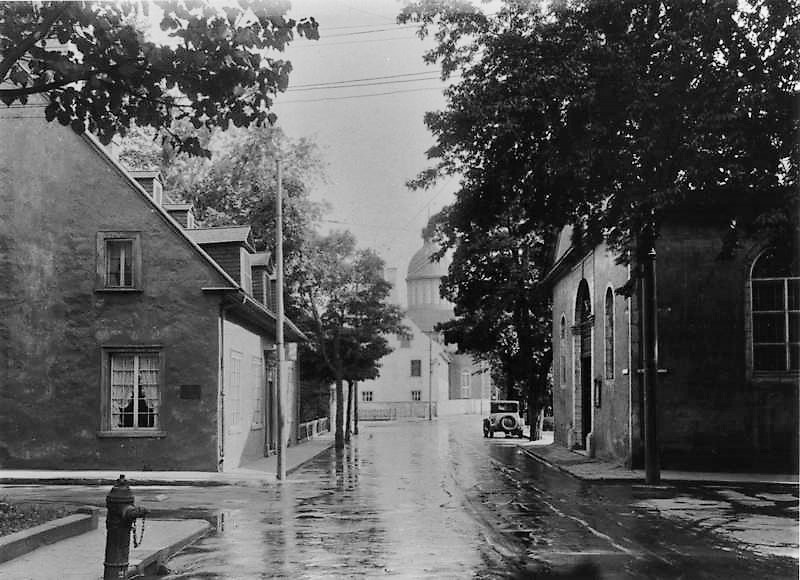
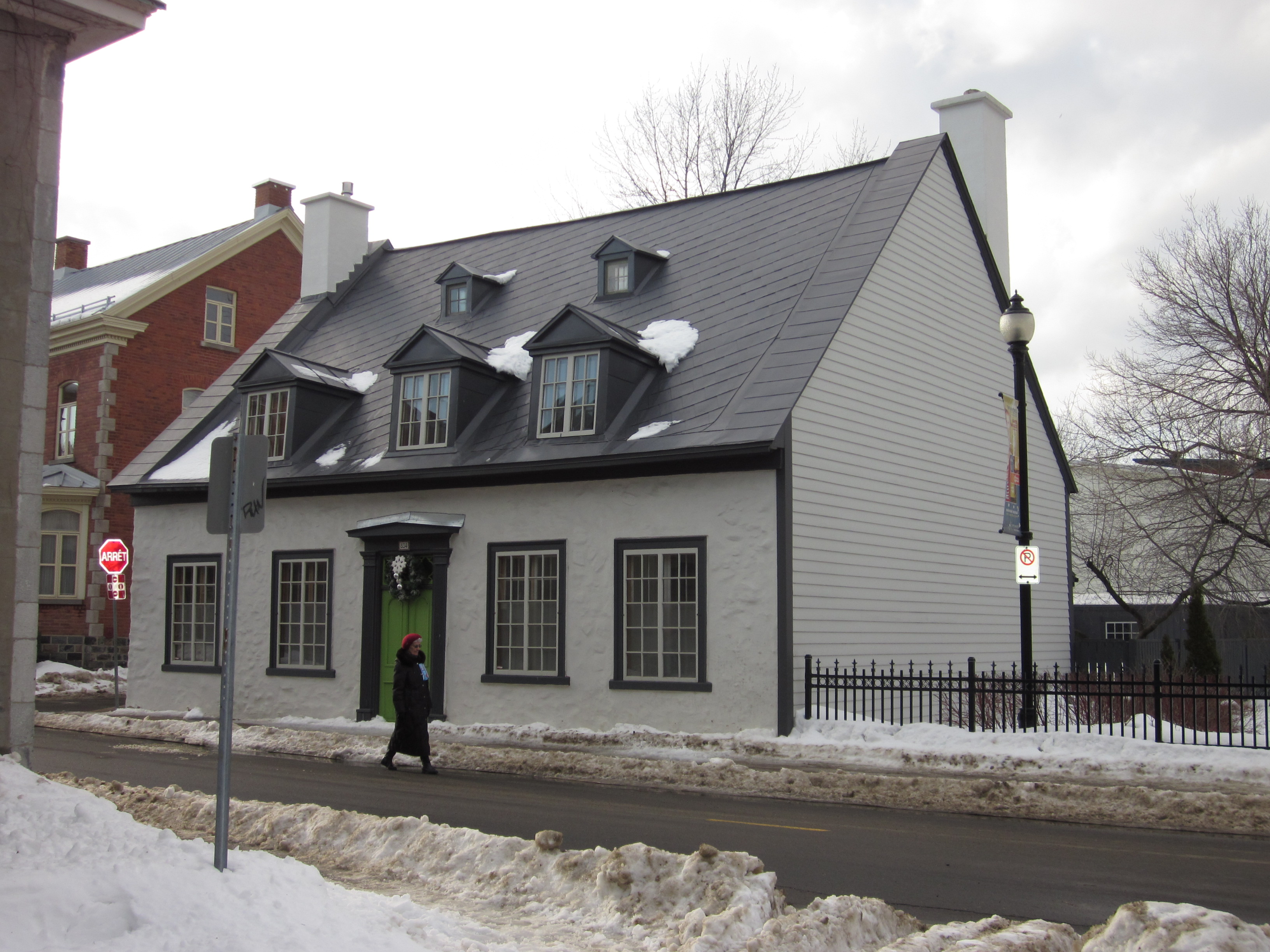
Maison Georges-De Gannes en 2012.
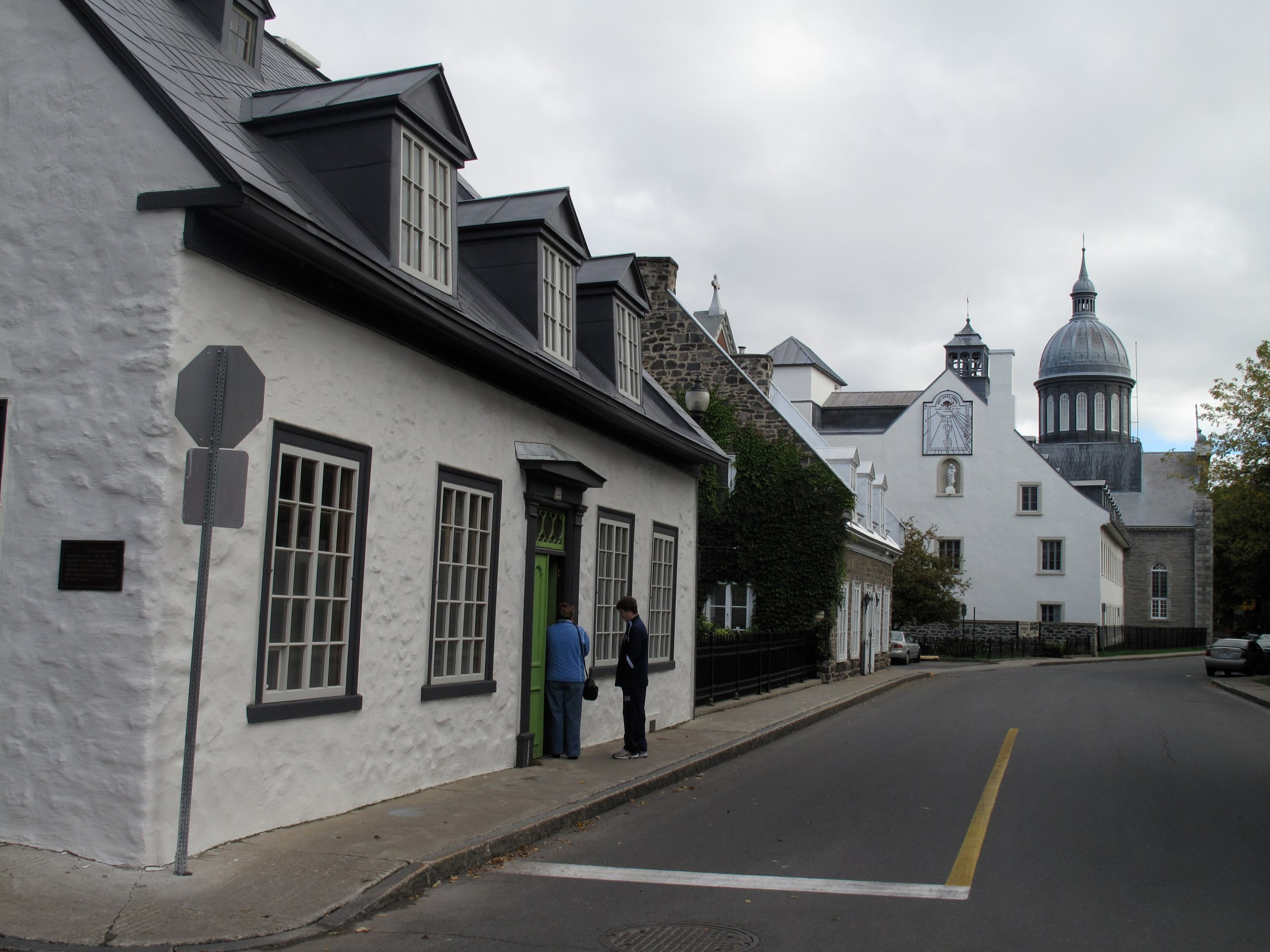